# Karel Bonsink
Karel Bonsink (Amsterdam, 21 september 1950) is een voormalig Nederlands voetballer en voetbalcoach.
Bonsink speelde als aanvaller onder andere voor FC Utrecht, RFC de Liège, RWDM, Ajax en Stade Rennes. Bonsink was trainer bij FC Hilversum dat sinds 2016 in de Derde Klasse C op zaterdag speelde. Daar speelt ook een zoon van hem. In zijn laatste wedstrijd voor Ajax, de bekerfinale van 1980 tegen Feyenoord, vestigde hij in negatieve zin de aandacht op zich door tegen de afspraken in een strafschop te nemen. Hij miste. Bonsink schoot recht door het midden; doelman Joop Hiele gokte op een hoek en wist toch de bal nog met zijn linkervoet tegen te houden. Er werd gesproken van een slap schot, maar een analyse van de videobeelden leert dat die bal met 110 km/uur werd ingeschoten.
Bonsink bereikte nooit het Nederlands elftal, maar speelde wel in Jong Oranje.